# Universo Fundacional
Universo Fundacional refere-se às séries de livros e contos de Isaac Asimov, que começam com a série Robôs e terminam com a série Fundação, incluindo livros e contos de outros autores.
Cronologicamente, estão assim dispostos:

## Série Robôs
Em um futuro quase imediato, visto que a RoboPsicóloga Susan Calvin teria se formado em RoboPsicologia em 2001.
Os robôs ajudam a humanidade a inventar o motor hiperatômico, Donovam e Powell fazem a primeira viagem no hiperespaço, na qual se alimentam somente de ervilhas. 
A invenção do salto no hiperespaço quase funde o cérebro positrônico que o criou, pois ele não consegue distinguir entre a desmaterialização do humano e a morte, implicando em quebra da Primeira Lei.

## Série Espaciais
A humanidade começa a colonizar os planetas mais próximos, sendo o primeiro deles Aurora, em torno de Tau Ceti, a dois parsecs da Terra. Cinquenta planetas são colonizados, mas então a expansão pára, os planetas espaciais proíbem a imigração de Terrestres.
Começa a guerra entre a Terra e os espaciais, a Terra perde e é forçada a adotar o controle de natalidade e permitir o uso de robôs. As cidades começam a ser cobertas por cúpulas de aço.
As ações do detetive Elijah Baley e  R. Daneel Olivaw aproximam novamente os espaciais da terra e dão início à segunda onda de colonização.
A Terra se torna radioativa, forçando os habitantes a emigrar.

## Série Império
Em alguns milênios o universo está povoado por milhares de planetas, e os espaciais acabam fracassando e desaparecendo. Trantor funda um Império galático.

## Série Fundação
Depois de dez mil anos de Império galático, ninguém nem ao menos se lembra do planeta original. Surge Hari Seldon e cria a Fundação.